# کلاستبول
کلاستبول (به انگلیسی: Clostebol)، ۴-کلروتستوسترون (به انگلیسی: 4-chlorotestosterone) یا تروفودرمین-اس (به انگلیسی: Trofodermin-S)(در مکزیک به این نام عرضه می‌شود) یک استروئید آنابولیک است. استفاده از این ترکیب توسط سازمان جهانی مبارزه با دوپینگ ممنوع اعلام شده‌است.